# Vandig opløsning
En vandig opløsning er en opløsning i hvilken opløsningsmidlet er vand. Det angives normalvis i reaktionsligninger som (aq), efter aqueous, efter den relevante formel. Ordet aqueous betyder beslægtet med, lignende eller opløst i vand. Eftersom vand er et udmærket opløsningsmiddel så vel som naturligt forekommen, bruges det over alt i kemien.
Substanser, der ikke let kan opløses i vand, kaldes hydrofobe ('vandfrygtende'), mens dem, der kan, kaldes hydrofile ('vandelskende'). Et eksempel på en hydrofil substans er natriumklorid (bordsalt).